# اشکودا آتو فولکس‌واگن هند
اشکودا آتو فولکس‌واگن هند (انگلیسی: Škoda Auto Volkswagen India) شرکت خودروسازی هندی است، که در سال ۲۰۰۱ تأسیس شد.